# Хотча-Ґурна
Хотча-Ґурна (пол. Chotcza Górna) — село в Польщі, у гміні Хотча Ліпського повіту Мазовецького воєводства.
Населення — 132 особи (2011).
У 1975-1998 роках село належало до Радомського воєводства.

## Демографія
Демографічна структура станом на 31 березня 2011 року:
|          | Загалом | Допрацездатний вік | Працездатний вік | Постпрацездатний вік |
| -------- | ------- | ------------------ | ---------------- | -------------------- |
| Чоловіки | 70      | 13                 | 44               | 13                   |
| Жінки    | 62      | 11                 | 30               | 21                   |
| Разом    | 132     | 24                 | 74               | 34                   |